# ITF Incheon Women's Challenger Tennis
L'ITF Incheon Women's Challenger Tennis è un torneo professionistico di tennis giocato su campi in cemento. Fa parte dell'ITF Women's Circuit. Si gioca annualmente a Incheon in Corea del Sud.

## Albo d'oro

### Singolare
| Anno | Campionessa   | Finalista  | Punteggio     |
| ---- | ------------- | ---------- | ------------- |
| 2011 | Kim So-jung   | Lee Jin-a  | 2-6, 6-3, 6-1 |
| 2012 | Chan Chin-wei | Zhang Ling | 3–6, 6–2, 6–1 |

### Doppio
| Anno | Campionesse                | Finaliste                             | Punteggio   |
| ---- | -------------------------- | ------------------------------------- | ----------- |
| 2011 | Han Sung-hee Hong Hyun-hui | Kao Shao-yuan Varatchaya Wongteanchai | 6-3, 7–6(3) |
| 2012 | Liang Chen Sun Shengnan    | Kim Ji-young Yoo Mi                   | 6–3, 6–2    |